# Phyllobius seladonius
Phyllobius (Phyllobius) seladonius – gatunek chrząszcza z rodziny ryjkowcowatych i podrodziny Entiminae.
Gatunek ten został opisany po raz pierwszy w 1832 roku przez Gasparda A. Brullé.
Chrząszcz o ciele długości od 3,9 do 5,2 mm, włącznie z tarczką i odwłokiem pokrytym łuskami, ponadto z wierzchu porośniętym jasnymi, odstającymi, krótszymi i rzadziej rozmieszczonymi niż u naliściaka srebrniaka włoskami; włoski rosnące w punktach w rzędach pokryw są tak drobne, że niemal niewidoczne. Krótszy niż u wierzchołka szeroki ryjek ma mniej silne niż u naliściaka srebrniaka przewężenie pomiędzy nasadami czułków, a za przewężeniem łagodnie opada ku dołowi. Rowki na czułki mają otwartych od przodu, dochodzących prawie do wierzchołka ryjka dołków. Pokrywy mają łuski okrągławe i pozbawione są odgiętej listewki w częściach tylnych. Odnóża mają zrośnięte pazurki, a między ubarwieniem ud i goleni nie ma różnicy.
Owad o słabo zbadanej biologii rozwoju i ekologii. Zasiedla lasy liściaste, gdzie postacie dorosłe bytują dębach.
Gatunek palearktyczny, rozprzestrzeniony w południowo-wschodniej części Europy. Stwierdzony został we Włoszech, Austrii, Polsce, Słowacji, na Węgrzech, Ukrainie, w Chorwacji, Bośni i Hercegowinie, Mołdawii, Rumunii, Bułgarii, Albanii, Macedonii Północnej, Grecji i Turcji. W Austrii wykazany został z Burgenlandu i Styrii. W Polsce znany jest tylko z okolic Zamościa na Roztoczu. W 2002 roku umieszczony został na Czerwonej liście zwierząt ginących i zagrożonych w Polsce jako gatunek najmniejszej troski (LC).